# The Rhythm of the Saints
The Rhythm of the Saints ist das achte Studioalbum von Paul Simon aus dem Jahr 1990.
Für dieses Album hielt sich Simon vorbereitend in Brasilien auf. Die Musik ist wie die des Vorgängeralbums Graceland sehr rhythmusbetont und inspiriert von afroamerikanischer Musik, auf diesem Album von der Musik Brasiliens.

## Hintergrund
Das Album Graceland war das kommerziell erfolgreichste Album Simons. Das machte die darauffolgende Produktion von The Rhythm of the Saints zu einer Herausforderung. Doch anstelle eine Art Wiederholung zu erwägen, reiste Simon nach Brasilien, wo er sich mit der Kultmusik der aus Westafrika stammenden afrobrasilianischen Gottheiten beschäftigte. Dort entstand auch ein Teil der Aufnahmen, insbesondere Tonspuren mit der markanten Perkussion des Albums. Dennoch wollte Simon auch die Beziehung zu Südafrika und zu früheren Alben beibehalten. So waren einige der Musiker, die bereits an Graceland mitgewirkt hatten, wieder dabei, ebenso wie einige der Studiomusiker aus New York, die in den 1970er Jahren mit ihm zusammengearbeitet hatten.
Für den Song „The Obvious Child“ verwendete Simon Aufnahmen, die er mit der damals nur national bekannten Gruppe Olodum in Salvador (Bahia) machte, nachdem er diese dort zufällig entdeckt hatte. Nachdem Simon aus diesen Aufnahmen in New York die rhythmische Struktur für den Song erzeugt hatte, brachte er die fertige Rhythmusspur nach New Orleans, wo der Pianist Allen Toussaint dazu spielen sollte. Allerdings hat sich dessen Klaviersound nicht mit den Trommeln vertragen (die in Ermangelung eines Studios auf einem Platz aufgenommen wurden). Auch ein Versuch mit Saxophonen scheiterte, so dass er weit später im Studio vier Gitarrenspuren mit dem Trommeln kombinierte, was funktionierte. Beteiligte Musiker kritisierten, dass sie statt einer Bearbeitung und Montage der Originalaufnahme lieber im Studio mit Simon zusammengearbeitet hätten. Den Vorwurf des „Kulturimperialismus“ wies der Sänger zurück.
Letztlich wurde auf The Rhythm of the Saints ein Gesamtsound erreicht, der den Fans von Graceland vertraut war. „Das Ergebnis war ein zwar rhythmusbetontes, aber dennoch sehr filigranes und atmosphärisch dichtes Album mit vielen magischen Momenten, das wie eine Sammlung von musikalisierten Gebeten anmutet. Von Meditationen, in denen sich sowohl private als auch zeitgeschichtliche Schlüsselmomente – etwa die Reaktorkatastrophe von Tschernobyl – widerspiegeln.“

## Titelliste
Die Titel hat, sofern nicht anders angezeigt, Paul Simon geschrieben.
LP Seite 1
1. The Obvious Child – 4:10
2. Can’t Run But – 3:37
3. The Coast (Simon, Vincent Nguini) – 5:00
4. Proof – 4:38
5. Further to Fly – 5:32

LP Seite 2
1. She Moves On – 5:02
2. Born at the Right Time – 3:48
3. The Cool, Cool River – 4:33
4. Spirit Voices (Simon, Milton Nascimento) – 3:54
5. The Rhythm of the Saints – 4:20

## Bonustracks der CD-Version aus dem Jahr 2004 (Remastered Edition)
1. Born at the Right Time (Original Acoustic Demo) – 3:50
2. Thelma (Outtake) – 4:15
3. The Coast (Work-In-Progress) – 5:15
4. Spirit Voices (Work-In-Progress) – 3:50

## Rezeption
Im Musikexpress hieß es, das Album sei „in weiten Teilen sogar noch besser als Graceland“, weil es Grenzen überwinde und aufregende Momente schaffe. Dafür gab es fünf von sechs möglichen Sternen.
Zunächst wirke das Album enttäuschend, schrieb Audio. Das „Gesamtkunstwerk“ erschließe sich erst mit der Zeit, dann sei es „globaler Pop mit genialen Zügen“.
Für Melodie und Rhythmus blieb es hingegen eine Enttäuschung, nämlich ein missglückter Versuch, an das ohnehin schon „eigenartig sterile“ Graceland anzuknüpfen. AllMusic gab dem Album vier von fünf Sternen und fand es bei aller handwerklichen Qualität eher durchwachsen: „The Rhythm of the Saints war eine typische geschmackvolle Leistung. Aber dieses Mal war es Simon nicht ganz gelungen, die vielfältigen Elemente zusammenzubringen; wo Graceland ein Abenteuer war, erschien The Rhythm of the Saints eher wie Ethnologieunterricht.“ Dennoch verkaufte sich das Album halb so oft wie Graceland.
Der Musiker Michael Brecker, der auf dem Album mitspielte, meinte bereits vor seiner Veröffentlichung anerkennend: The Rhythm of the Saints „öffnete mir buchstäblich die Augen. Es ist eine ausserordentliche und faszinierende Platte. Ich möchte das erwähnen, weil es wahrscheinlich Zeit meines Lebens mein Lieblingalbum sein wird. Ich fühle mich geehrt, darauf mitgewirkt zu haben.“

## Musiker
- Paul Simon – vocals, acoustic guitar, electric guitar
- C. J. Chenier – Akkordeon
- Ladysmith Black Mambazo – background vocals
- Milton Nascimento – vocals
- Naná Vasconcelos – percussion, conga, triangle, berimbau, gourd
- Adrian Belew – synthesizer
- J.J. Cale – guitar
- Rigo Star – guitar (Liner notes erroneously credit him as "Ringo Star")
- Michael Brecker – Saxophon, EWI synthesizer
- Hugh Masekela – Flügelhorn
- Giovanni Hidalgo – Congas
- Kim Wilson – harmonica
- Clifton Anderson – trombone
- Francisco Aguabella – congas
- Artur Andres – percussion
- Mingo Araujo – percussion, castanets, congas, cymbals, drums, triangle, shaker, African bells, agogo bells, casinette
- Isaac Asante – percussion
- Martin Atangana – electric guitar
- Dave Bargeron – Euphonium
- Karen Bernod – background vocals
- Jude Bethel – tenor saxophone
- Jacques Bolognesi – Posaune
- Randy Brecker – Piccolotrompete
- Briz – background vocals
- Anthony Carrillo – bongos
- Elolongue Mbango Catherine – background vocals
- Dom Chacal – bongos, congas, bata, gourd
- Wilson das Neves – percussion, cowbell
- Djana’d – background vocals
- Charles Doherty – tenor & alto saxophone
- Steve Gadd – Schlagzeug
- Florence Gnimagnon – background vocals
- Myrna Lynn Gomila – background vocals
- Gordinho – surdo
- Grupo Cultural Olodum – Trommeln
- Alain Hatot – saxophone
- Errol Ince – trumpet
- Kia Jeffries – background vocals
- Bakithi Kumalo – bass
- Armand Sabal-Lecco – bass
- Charlotte M'bango – background vocals
- Andre Manga – bass
- Mazzola – percussion, chicote
- Jimmy McDonald – accordion
- Clyde Mitchell – trumpet
- Madeleine Yayodele Nelson – chekere
- Vincent Nguini – guitars, bass, claves
- Greg Phillinganes – synthesizer
- Ray Phiri – guitar
- Raphael Rabello – guitar
- Decio Ramos – drums
- Félix Sabal Lecco – drums
- Paul Santos – percussion
- Paulo Sérgio Santos – chicote
- George Seba – electric guitar
- Phillipe Slominski – trumpet
- Pedro Sorongo – percussion, scraper
- Justin Tchounou – synthesizer
- Antonio Luis Alves de Souza – director
- Remi Kabaka – drums, percussion
- Beloba – percussion
- Marçalzinho – percussion
- Jerry Douglas – Dobro
- Armandinho – guitar
- Canegal – percussion
- Sidinho Moreira – bongos, conga, drums, bottle, water bowl
- Jorge Ferreira da Silva – percussion
- Kofi Electrik – guitar
- Uakti – percussion

## Kommerzieller Erfolg

### Chartplatzierungen
| ChartsChartplatzierungen       | Höchstplatzierung | Wochen |
| ------------------------------ | ----------------- | ------ |
| Deutschland (GfK)              | 11 (26 Wo.)       | 26     |
| Österreich (Ö3)                | 4 (14 Wo.)        | 14     |
| Schweiz (IFPI)                 | 3 (16 Wo.)        | 16     |
| Vereinigte Staaten (Billboard) | 4 (53 Wo.)        | 53     |
| Vereinigtes Königreich (OCC)   | 1 (28 Wo.)        | 28     |

| ChartsJahrescharts (1991) | Platzierung |
| ------------------------- | ----------- |
| Deutschland (GfK)         | 72          |

### Auszeichnungen für Musikverkäufe
| Land/Region                  | Auszeichnungen für Musikverkäufe (Land/Region, Auszeichnung, Verkäufe) | Verkäufe  |
| ---------------------------- | ---------------------------------------------------------------------- | --------- |
| Australien (ARIA)            | Platin                                                                 | 70.000    |
| Belgien (BRMA)               | Gold                                                                   | 25.000    |
| Deutschland (BVMI)           | Gold                                                                   | 250.000   |
| Kanada (MC)                  | 2× Platin                                                              | 200.000   |
| Neuseeland (RMNZ)            | Platin                                                                 | 20.000    |
| Niederlande (NVPI)           | Platin                                                                 | 100.000   |
| Österreich (IFPI)            | Gold                                                                   | 25.000    |
| Schweiz (IFPI)               | Gold                                                                   | 25.000    |
| Spanien (Promusicae)         | Gold                                                                   | 50.000    |
| Südafrika (RISA)             | Gold                                                                   | 25.000    |
| Vereinigte Staaten (RIAA)    | 2× Platin                                                              | 2.000.000 |
| Vereinigtes Königreich (BPI) | 2× Platin                                                              | 600.000   |
| Insgesamt                    | 6× Gold · 9× Platin ·                                                  | 3.390.000 |

Hauptartikel: Paul Simon/Auszeichnungen für Musikverkäufe